# Nikołaj Tiepłow
Nikołaj Pawłowicz Tiepłow (ros. Николай Павлович Теплов, ur. 28 lutego 1887 w Tule, zm. 1 czerwca 1942) – rosyjski rewolucjonista, radziecki działacz państwowy.

## Życiorys
W 1904 wstąpił do SDPRR, w 1907 został aresztowany i w 1908 zwolniony, 19 października 1909 został ponownie aresztowany i potem skazany na zesłanie pod nadzór policji do Orła i Rżewa, następnie zwolniony. Później był jeszcze kilkakrotnie na krótko aresztowany, m.in. 26 czerwca 1915 i 26 kwietnia 1916. Po rewolucji lutowej, w marcu 1917 został członkiem Prezydium Rady Samarskiej i Samarskiego Komitetu SDPRR(b), później również członkiem Samarskiego Sztabu Czerwonej Gwardii, w listopadzie-grudniu 1917 był zastępcą przewodniczącego Rady Samarskiej. Od grudnia 1917 do maja 1918 był przewodniczącym Komitetu Wykonawczego Samarskiej Rady Miejskiej, w maju-czerwcu 1918 członkiem Samarskiego Komitetu Rewolucyjnego, później pracownikiem politycznym w Armii Czerwonej, a od października 1918 do 1919 ponownie przewodniczącym Komitetu Wykonawczego Samarskiej Rady Miejskiej. Od kwietnia 1919 do kwietnia 1920 był komisarzem 26 Dywizji Piechoty, jednocześnie od 2 lipca 1919 do 23 lutego 1920 członkiem Rady Wojskowo-Rewolucyjnej 5 Armii i od 16 lutego do 12 kwietnia 1920 szefem Wydziału Politycznego 5 Armii, a od maja do września 1920 komisarzem transportu wodnego Komitetu Wykonawczego Dońskiej Rady Obwodowej. Od września 1920 do stycznia 1921 był przewodniczącym Komitetu Wykonawczego Dońskiej Rady Obwodowej, później działaczem związku zawodowego, od czerwca 1921 do 11 maja 1922 przewodniczącym Komitetu Wykonawczego Tomskiej Rady Gubernialnej, a od lipca 1923 do marca 1924 przewodniczącym Komitetu Wykonawczego Symbirskiej Rady Gubernialnej. Później był przewodniczącym zarządu trustu i zarządu syndykatu w Moskwie i dyrektorem Dnieprowskiego Zakładu Metalurgicznego, w 1928 został wykluczony z partii na fali rozprawy z domniemanymi trockistami; 4 lutego 1930 przywrócono mu członkostwo w partii. Pracował jako zastępca dyrektora zakładu "Jugostal" w Magnitogorsku.
W 1937 został aresztowany podczas wielkiej czystki i skazany na 10 lat pozbawienia wolności; zmarł w łagrze.